# Polysoma
Polysoma is een geslacht van vlinders uit de familie mineermotten (Gracillariidae).
Het geslacht omvat volgende soorten:
- Polysoma aenicta Vári, 1961
- Polysoma clarki Vári, 1961
- Polysoma eumetalla (Meyrick, 1880)
- Polysoma lithochrysa (Meyrick, 1930)
- Polysoma tanysphena (Meyrick, 1928)